# Petrus Cuypers
Pour les articles homonymes, voir Pierre Cuypers et Cuypers.
Le chevalier Petrus Cuypers ou Pierre Cuypers  était un magistrat et jurisconsulte des Pays-Bas méridionaux, né le 12 août 1620 à Roosendaal et mort le 24 mai 1669 à Malines.

## Biographie
D'une famille noble du duché de Brabant, fils de Daniel Cuypers, écuyer, et de Cornelie van den Nieuwenhuysen, frère du jurisconsulte Guillaume Cuypers, Pierre Cuypers suit ses humanités au collège des jésuites d'Anvers et sa philosophie au collège royal de Douai, y remportant le premier prix de son cours en 1639. Il va ensuite étudier la jurisprudence à l'université de Louvain, obtenant le grade de licencié ès droit.
S'établissant à Malines, il s'y fait une grande réputation et devient substitut du procureur-général du roi au Grand conseil des Pays-Bas à Malines en 1663. Il y est nommé conseiller en 1669.  
Il est enterré en la cathédrale Saint-Rombaut, avec son épouse, Maria van der Hoffstadt, dame de Muijselwijck (nl) et fille d'Anthonie van der Hoffstadt, seigneur de Muyselwyck, amman de la ville et du pays de Malines, et d'Anna Lauryn. Il est le père de Daniel Frans Cuypers.

## Littérature
- Biographie nationale de Belgique, tome 4, Académie royale de Belgique
- "CUYPERS (Petrus)", in: Nieuw Nederlands Biografisch Woordenboek (NNBW)
- "CUYPERS (Pieter)", in: Biographisch Woordenboek der Nederlanden
- Biographisch woordenboek der Noord- en Zuidnederlandsche letterkunde (1888)